# Amblyprora acholi
Amblyprora acholi là một loài bướm đêm trong họ Noctuidae.